# 西奥多·吉尔

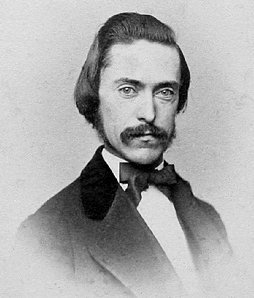
西奥多·尼古拉斯·吉尔

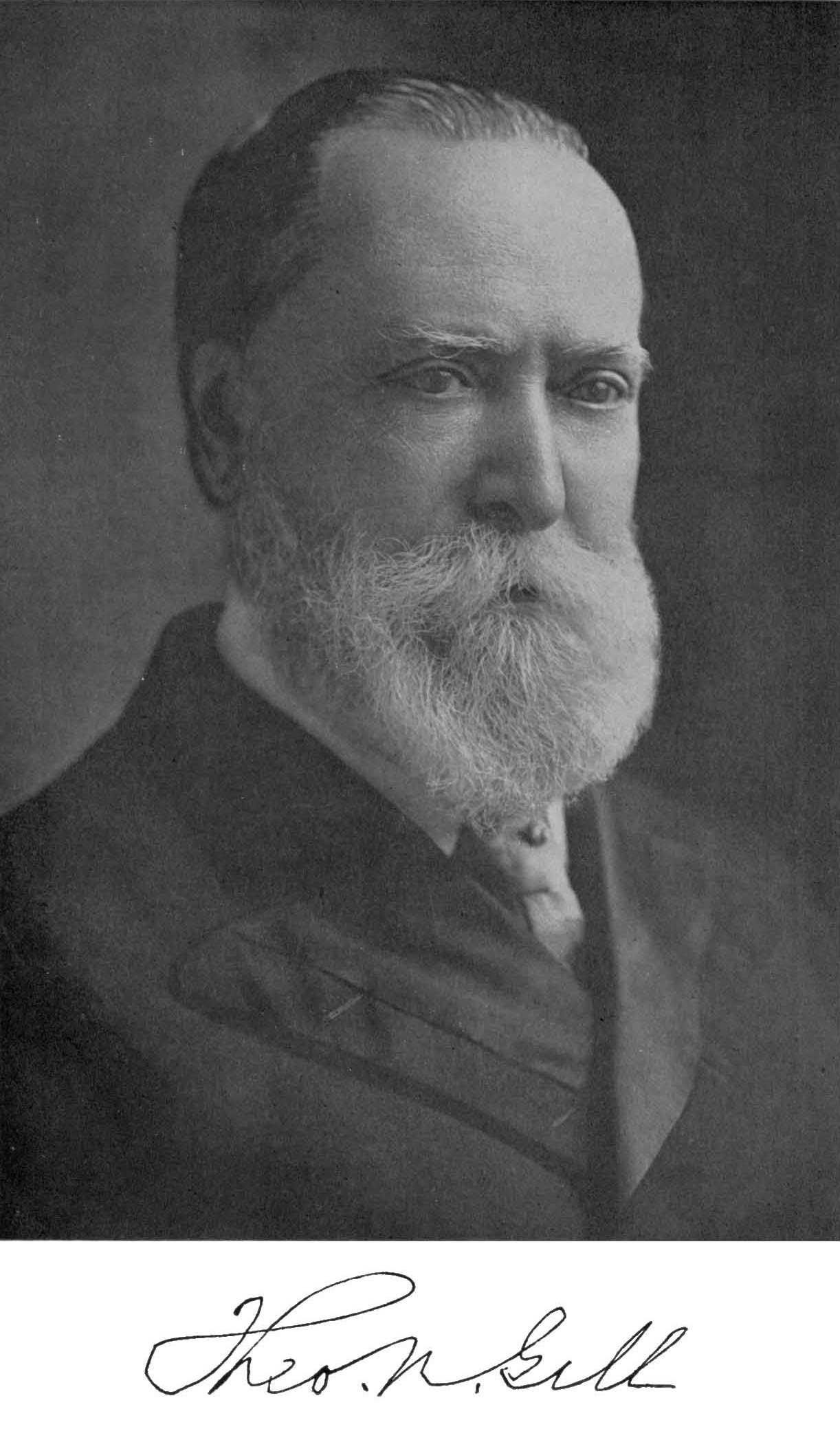
西奥多·尼古拉斯·吉尔

西奥多·尼古拉斯·吉尔（英語：Theodore Nicholas Gill，1837年3月21日—1914年9月25日）是美国动物学家。

## 生平
他生長於紐約市，由家庭教師教導。很早就顯示出對自然科學的興趣，在1863年前往華盛頓特區史密森尼學會工作之前，曾為詹姆斯·卡爾森·布雷武特整理魚類及昆蟲學筆記。他精通各類動物的分類，在哺乳動物、魚類和鳥類分類上貢獻突出。他是史密森尼學會的圖書館員，後來前往美國國會圖書館任職。
吉爾也是喬治華盛頓大學的動物學教授，亦曾是史密森尼學會大地懶俱樂部的成員，但與其他成員關係可能不好。1897年任美國科學促進會會長。

## 著作
除去400多張單獨的科學論述，他的主要作品有：
- 1871，Arrangements of the Families of Mollusks
- 1872，Arrangement of the Families of Mammals
- 1872，Arrangement of the Families of Fishes.
- 1875，Catalogue of the Fishes of the East Coast of North America.
- 1882，Bibliography of the Fishes of the Pacific of the United States to the End of 1879.
- 自1897年起為史密森尼學會寫《動物學報告》（Reports on Zoology）

## 所命名的分類
（列表可能不完整）
- 15个西奥多·吉尔命名的生物分类

## 外部連結
- Smithsonian biography of Theodore Gill （页面存档备份，存于）
- A pdf biography of T.H. Gill （页面存档备份，存于）